# Korvatunturi
Der Korvatunturi (nordsamisch Bealljeduottar, skoltsamisch Pelljatuõddâr, inarisamisch Peljituodâr und russisch Корватунтури, manchmal auch Корватундра, Korvatundra), wörtlich Ohrenberg, ist ein 486 Meter hoher Berg in der Gemeinde Savukoski im finnischen Teil Lapplands. Er liegt auf dem Grenzstreifen an der Grenze zwischen Finnland und Russland Grenze im Nationalpark Urho Kekkonen. Die Grenzlinie führt über den mittleren der drei Gipfel des Berges. Um den Berg zu besteigen, benötigt man eine Erlaubnis der finnischen Grenzwacht.

## Weihnachtsmann
Nach einem Weihnachtsmärchen des in den 1920ern populären finnischen Rundfunksprechers Markus Rautio („Onkel Markus“) von 1927 und dem 1981 auf der Frankfurter Buchmesse vorgestellten Kinderbuch von Mauri Kunnas lebt im Inneren des Berges – konkret an den Koordinaten N 68°04′25″ E 029°18′55″ (N68 04.417 E029 18.917) der Weihnachtsmann (finnisch joulupukki) mit seinen Rentieren und seinen Helfern, den Wichteln (tonttu). Dieser Gedanke wurde vom Autor Mauri Kunnas in seinen Weihnachtsbüchern aufgegriffen. Allerdings lebt der Gabenbringer in seinen Geschichten in einem kleinen abgeschiedenen Dorf am Berghang.
Auf Grund der steigenden Popularität und Bekanntheit der Region plante man, dort einen weihnachtlichen Themenpark zu errichten. Da der Berg jedoch in einem großen Schutzgebiet liegt, wurde der Park in Rovaniemi – etwa 238 Kilometer vom Korvatunturi entfernt – angelegt.
Ausgehend von der Originalgeschichte entstand 2010 unter der Regie von Jalmari Helander der finnische abendfüllende Fantasy-Horror-Spielfilm Rare Exports – Eine Weihnachtsgeschichte.